# Сапфіра і рабиня
«Сапфіра і рабиня» (англ. Sapphira and the Slave Girl) — останній роман Вілли Катер, опублікований у 1940 році. Це історія Сапфіри Доддерідж Колберт, озлобленої білої жінки, яка безрозсудно ревнує Ненсі, красиву молоду рабиню. Книга врівноважує атмосферний портрет довоєнної Вірджинії та немигаючий погляд на життя рабів Сапфіри.

## Короткий зміст сюжету
За винятком епілогу, дія книги повністю відбувається 1856 року.
Сапфіра Кольбер, нещасна жінка середніх років, скалічена набряком, пізно пізнала заміжжя і поєднала свою долю з чоловіком нижчого стану. Її чоловік, Генрі, мельник, вів цілком окреме життя, мешкаючи на своєму млині й навідуючись до садибного будинку лише на випадкові трапези. Сапфіра спокійно ставилася до рабства; Генрі ж ні.
Підслухавши розмову двох своїх рабинь, Сапфіра сповнилася параноїдального страху, що Генрі має таємний зв'язок із вродливою молодою мулаткою на ім'я Ненсі. У відповідь Сапфіра почала жорстоко поводитися з Ненсі. Зрештою, Сапфіра запросила до маєтку розпущеного племінника, який кілька разів погрожував зґвалтувати Ненсі.
За сприяння доньки Кольбертів, Рейчел Кольберт Блейк, та двох сусідів-аболіціоністів, Ненсі допомогли налагодити зв'язки з Підпільною залізницею і переправили до Канади.
Епілог переносить нас на двадцять п'ять років уперед. Ненсі, якій тепер за сорок, повертається до Вірджинії, щоб відвідати свою матір та місіс Блейк. Оповідачка (Катер) виявляється дитиною, яка все своє життя чула історії про втечу Ненсі.

## Персонажі
- Сапфіра Доддерідж Кольбер, біла жінка середніх років, помираюча від набряку. Зявши шлюб у пізньому віці двадцяти чотирьох років, вона прийняла за чоловіка особу, яку вважала соціально нижчою за себе, і тепер це протиріччя отруює їхній шлюб. Вона є епіскопалкою. Рабів вона успадкувала від батька і глибоко вірить в інститут рабства.
- Генрі Кольбер, білий чоловік середніх років, мельник і лютеранин. Він терпляче ставиться до своєї озлобленої дружини, але веде по суті окреме життя, мешкаючи на своєму млині. Генрі відчуває сумніви щодо рабства, головним чином з релігійних міркувань, але вважає, що раби Кольбертів є власністю його дружини.
- Рейчел Кольберт Блейк, біла вдова років тридцяти, яка відвідує баптистську церкву, хоча формально не прийняла хрещення. У дитинстві вона була найменш улюбленою донькою своєї матері, що змусило її шукати товариства сусідки, місіс Байвотерс, яка була аболіціоністкою. Рейчел тепер також виступає проти рабства і зрештою допомагає Ненсі в її втечі.
- Ненсі, мулатка-рабиня наприкінці підліткового віку, донька Тілл і білого чоловіка, яким, як вважають, був один із братів Генрі Кольберта або кубинський художник, що колись зупинявся в маєтку. Її тиха вдача робить її улюбленицею Генрі, що разом із підслуханими плітками змушує Сапфіру помилково припускати їхні інтимні стосунки.
- Тілл, чорношкіра рабиня років сорока-п'ятдесяти. Вона осиротіла в дитинстві, коли загорілася сукня її матері, спричинивши її смерть. Про неї піклувалася місіс Мічем, біла жінка, яка стала їй названою матір'ю та вчителькою. Зрештою її продали Сапфірі як покоївку. У неї є донька, Ненсі, батьком якої родина вважає мандрівного кубинського художника, з яким у неї були стосунки. Тілл видали заміж за дядька Джеффа, який мав фізичні вади і не міг мати статевих стосунків, щоб вагітність не завадила її цінності як покоївки.
- Товста Ліззі, чорношкіра рабиня та кухарка. Вона пліткарка та головне джерело проблем Ненсі. Вона є матір'ю Блубелла, рабині типу Пріссі з маєтку.
- Стара Єзавель, найстаріша рабиня в маєтку, вона приїхала до Америки в 1780-х роках і померла в середині книги.
- Преподобний Фейрхед, білий баптистський священик та аболіціоніст.
- Місіс Байвотерс, біла жінка, начальниця пошти та аболіціоністка.
- Мартін Кольбер, білий чоловік і племінник Генрі. Морально збанкрутіла людина, чиї дотепні розмови чарують Сапфіру та дратують Генрі. Він робить загрозливі залицяння до Ненсі, неодноразово натякаючи на свій намір її зґвалтувати. Він є основною причиною її втечі. Пізніше він гине під час Громадянської війни, борючись за справу Конфедерації.

## Критика
Роман обговорюється у книзі Тоні Моррісон «Гра в темряві» — адаптації трьох лекцій, прочитаних нею у 1990 році. «Сапфіра і рабиня» обговорюється як приклад уяви білої письменниці про чорношкірих персонажів та «потужного впливу раси на наратив» (сторінка 24).

## Алюзії на інші твори
Сцена в баптистській церкві у другій книзі містить розлогу згадку про гімн Вільяма Біллінгса «Є край чистої втіхи».